# Полігамія в Ємені
Ємен переважно мусульманська країна, тому полігамія дозволена на законодавчому рівні. Полігамія допустима в Ісламі до чотирьох дружин, доти доки чоловік приділяє достатньо уваги кожній з дружин. За даними опитування в країні, 7% одружених жінок знаходяться у полігамних відносинах, що значно менше, ніж у більшості країн Мусульманського світу. Крім того жінки, що живуть у сільській або гірській місцевості, більш схильні до полігамних шлюбів, на відміну від жінок, що живуть в прибережному чи міському регіоні. Так само більшість жінок, що перебувають у полігамних відносинах мають мало досвіду від моногамного шлюбу.